# 가이메이역
가이메이역(일본어: 開明駅)은 일본 아이치현 이치노미야시에 위치한 나고야 철도 비사이선의 철도역이다. 역 번호는 BS 22이며, 단선 승강장 1면 1선의 구조를 갖춘 지상역이다.

## 타는 곳
| ■ 비사이 선 | 하행 | 다마노이 방면   |
| ■ 비사이 선 | 상행 | 이치노미야 방면 |

## 이용 현황
- 2013년 기준 : 1,540명

## 역 주변
- 도카이 호쿠리쿠 자동차도 비사이 나들목
- 이치노미야 시청 비사이 청사

## 인접 역
| 나고야 철도 비사이선             | 나고야 철도 비사이선 | 나고야 철도 비사이선       |
| -------------------------------- | -------------------- | -------------------------- |
| BS 21 니시이치노미야 야토미 방면 | ■ 비사이선           | 오쿠초 BS 23 다마노이 방면 |